# Diccionario Secreto
Diccionario Secreto es una obra inconclusa, escrita por el novelista y literato español Camilo José Cela en la que se analizan rigurosamente desde un punto de vista lingūístico y literario, los orígenes, el uso y los significados de palabras consideradas por algunos como "malsonantes". Aunque el autor intentó hacer un extenso diccionario de todas las palabras así consideradas, sólo pudo hacer tres volúmenes del diccionario: "Serie Pis- y afines" sobre los nombres del pene, "Serie Coleo- y afines" sobre los testículos y "Voces relacionadas" donde trata de incluir otras palabras. Posteriormente, preparó un llamado "Diccionario del erotismo" donde resumió parte de lo contenido en los volúmenes publicados de la primera obra, junto con otras notas de carácter sexual.
- Datos: Q5805529